# Свети Никола (Поздивища)
„Свети Никола“ или „Свети Николай“ (на гръцки: Αγίου Νικολάου) е възрожденска православна църква в костурското село Поздивища (Халара), Егейска Македония, Гърция.

## История
Църквата е централният храм на селото, разположен в центъра му. В нея има ценен възрожденски петстепенен иконостас със сложна, позлатена дърворезба, както и ценни преносими икони. Резбован и позлатен е и владишкият трон.